# 조명탄

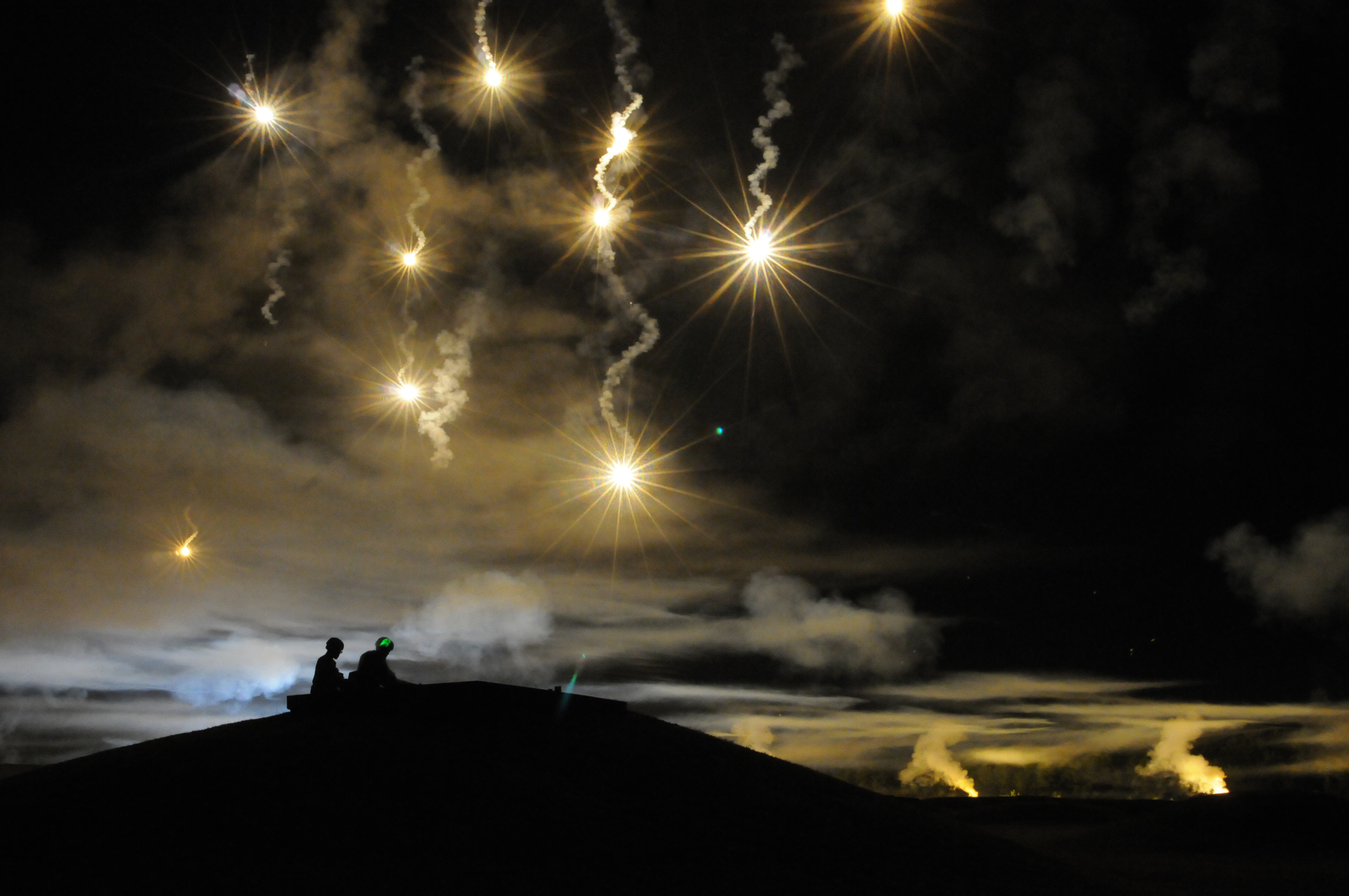
군사 훈련 중에 사용되는 조명탄

조명탄 또는 플레어(flare)는 폭발 없이 밝은 빛이나 강렬한 열을 생성하는 일종의 불꽃이다. 조명탄은 민간 및 군사 용도의 조난 신호, 조명 또는 방어 대책에 사용된다. 조명탄은 지상 불꽃, 발사체 불꽃 또는 낙하산에 매달아 넓은 지역에 걸쳐 최대 조명 시간을 제공할 수 있다. 발사체 불꽃은 항공기에서 투하되거나, 로켓이나 대포에서 발사되거나, 플레어 건이나 휴대용 충격관으로 배치될 수 있다.

## 같이 보기
- 플레어 건
- 포탄